# Kippen
Kippen est un village situé dans le Stirling, en Écosse.